# Nannastacus gamoi
Nannastacus gamoi är en kräftdjursart som beskrevs av Mihai Bacescu 1992. Nannastacus gamoi ingår i släktet Nannastacus och familjen Nannastacidae. Inga underarter finns listade i Catalogue of Life.